# 幕張站

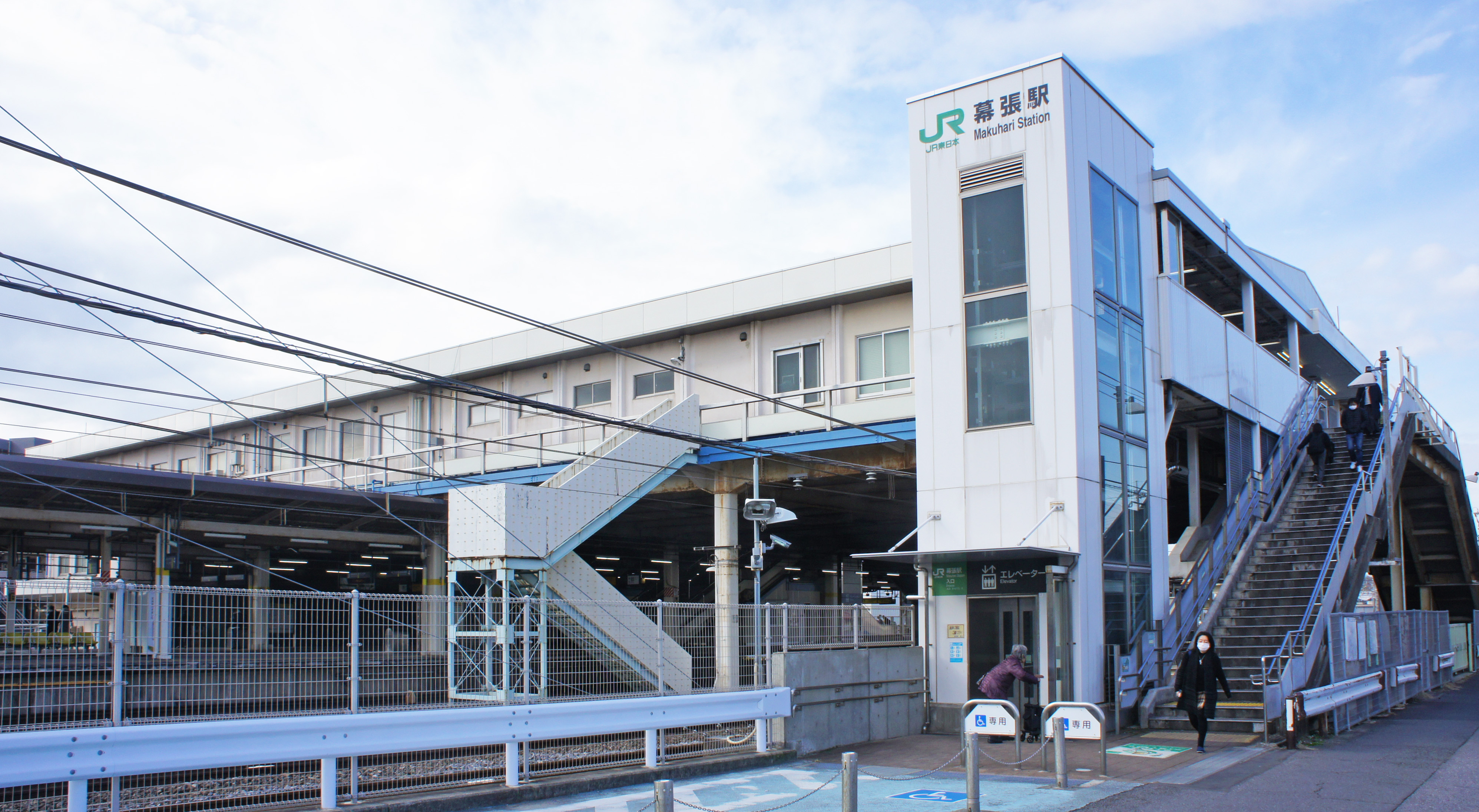
北口（2019年12月）

幕張站（日语：／ Makuhari eki */?）是位於日本千葉縣千葉市花見川區幕張町五丁目，屬於東日本旅客鐵道（JR東日本）總武本線的鐵路車站。
此站只有中央·總武線各站停車停靠。

## 車站構造
本站是一個地面車站，站房為跨站式站房設計，橫跨總武本線雙複線軌道。車站出口設於軌道兩旁，稱為北口和南口，其中北口由於只以無簷篷遮蓋的樓梯連接跨站式站房和地面，使用上不及南口便利。站內設有綠色窗口（營業時間：06:00－22:00），Suica自動剪票口和對號座位自動售票機等設備。
車站月台採島式月台2面3線設計，其中2、3號月台共用中間供列車折返用的軌道。以前曾有在本站折返的班次，但經歷年多次訂正時間表後，現在只剩下一班早上自本站開出的班次。此外，當班次因事故而延誤時，部分班次會臨時以本站為折返站。而本站西側是幕張車輛中心，部分進入該中心的列車也會停靠本站。
在成田國際機場啟用初期，航空燃油均由京葉臨海鐵道經本站折返運往成田機場。當時為了防止反對興建機場的激進派人士攻擊停靠本站運送燃油的列車（當時快速線尚未開業），2號月台在1978年至1983年間全面鋪上鐵絲網封閉，不作客運用途。

### 月台配置
| 月台 | 路線               | 方向 | 目的地                   |
| ---- | ------------------ | ---- | ------------------------ |
| 1、2 | 總武線（各站停車） | 西行 | 西船橋、秋葉原、新宿方向 |
| 3、4 | 總武線（各站停車） | 東行 | 稻毛、千葉方向           |

（來源：JR東日本:車站構內圖 （页面存档备份，存于））

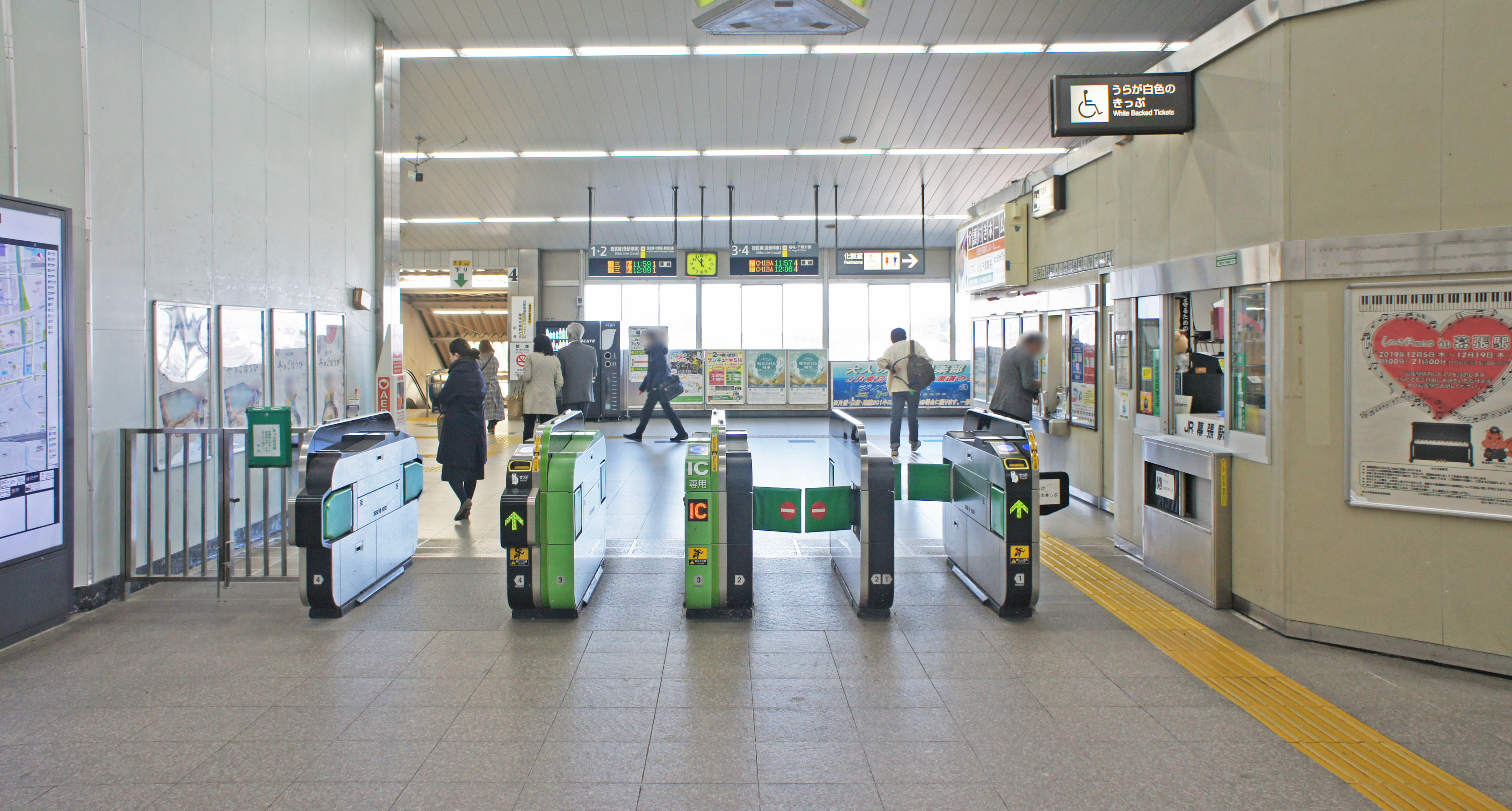
閘口（2019年12月）
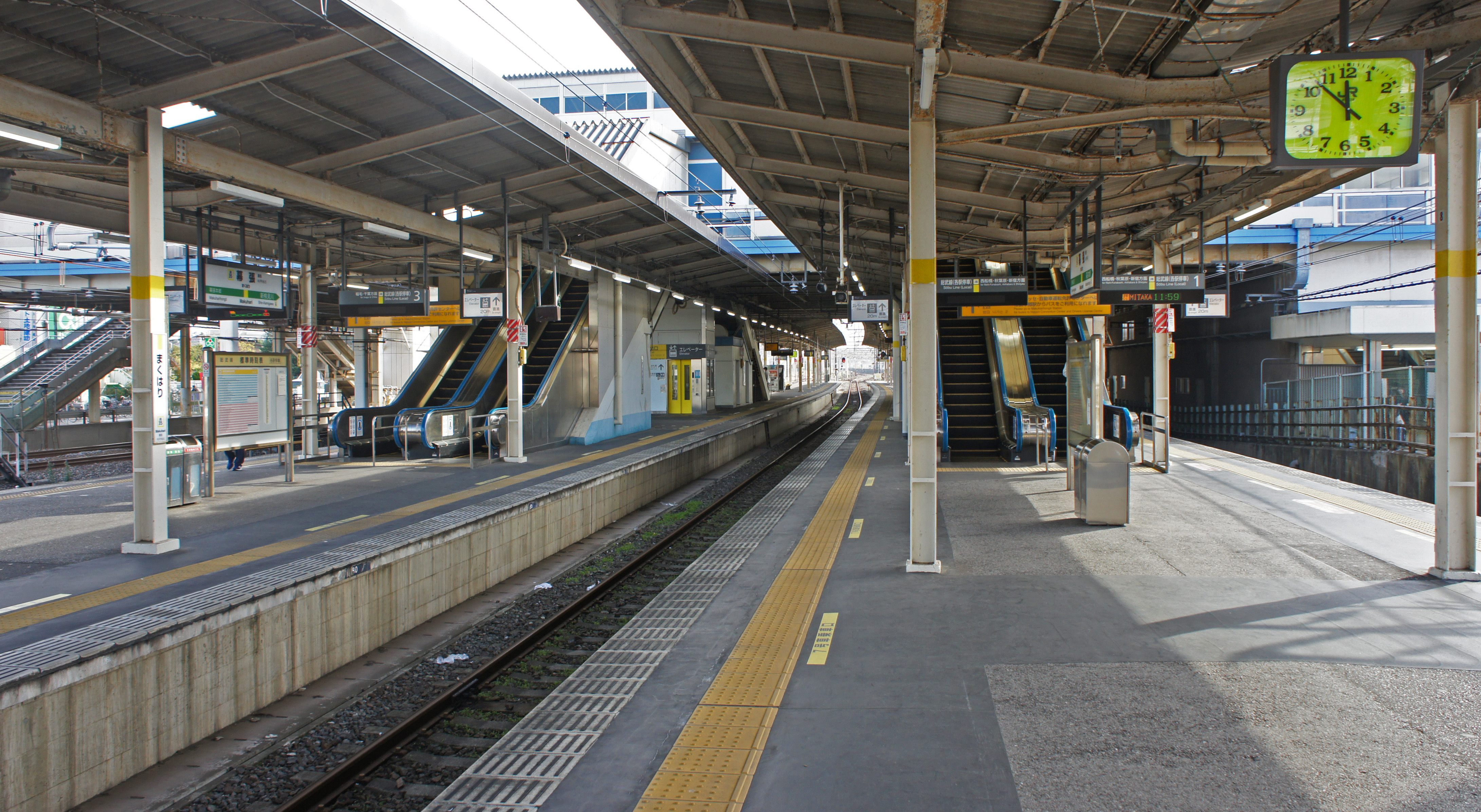
1、2號月台（2019年12月）
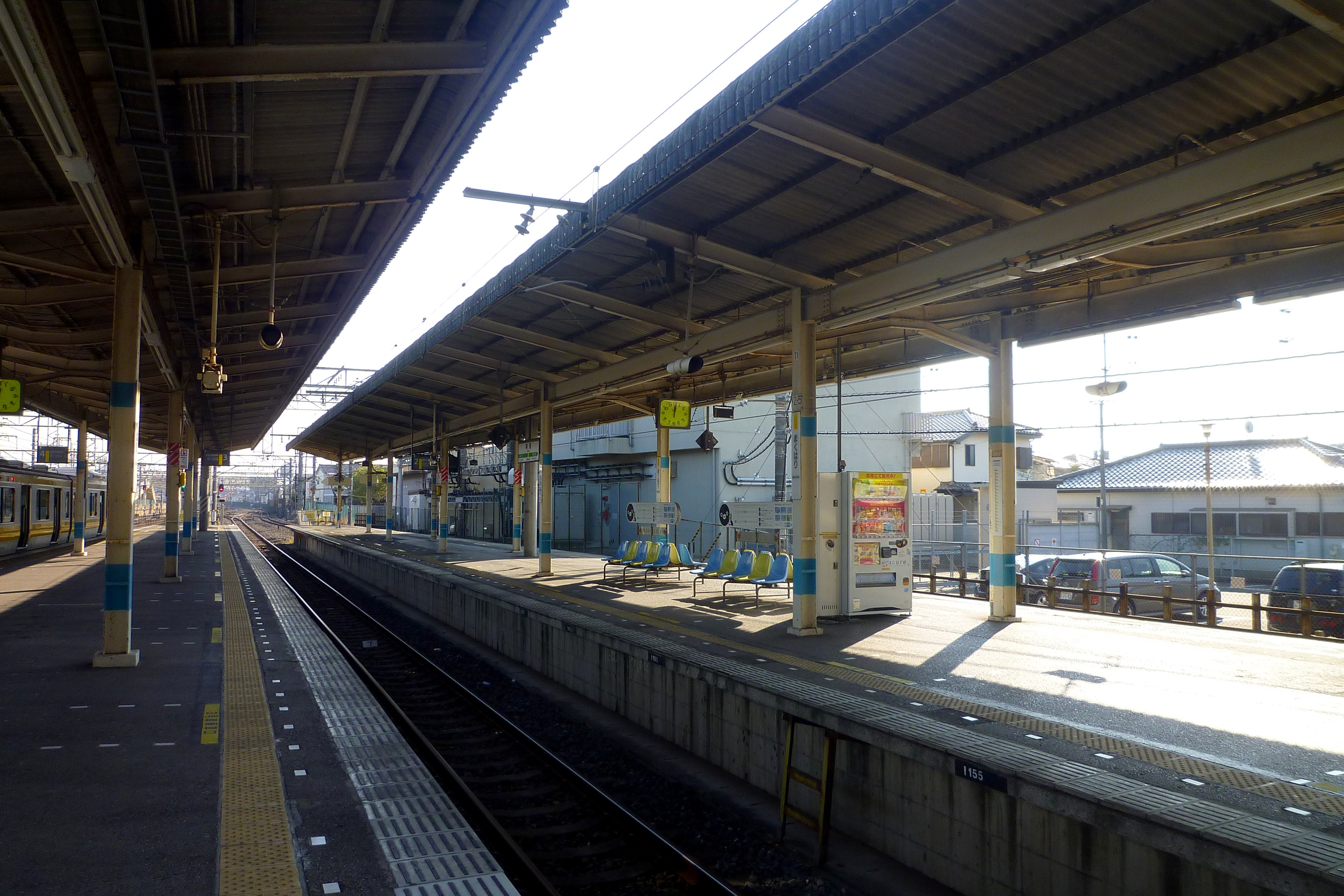
3、4號月台（2011年12月）

## 其他
因為站名的問題，部分前往幕張新都心地區、美濱區和幕張展覽館的乘客會誤認本站是最近的車站而下車。早期由於沒有巴士連接，所以誤乘的乘客需要步行20至30分鐘或乘計程車前往。現時則有千葉海岸巴士和京成巴士來往本站和幕張新都心地區所在的海濱幕張站。
此外，本站由月台往大堂的樓梯上方均有避免乘客誤乘的告示：「前往幕張新都心、駕駛執照中心的乘客請在海濱幕張站下車」。

## 利用狀況
2019年（令和元年）度1日平均上車人次為15,944人。中央·總武線各站停車（三鷹－千葉之間）當中最少。
近年1日平均上車人次的推移如下表。
| 年度               | 1日平均 上車人次 | 來源     |
| ------------------ | ---------------- | -------- |
| 1990年（平成02年） | 16,369           | [ * 1 ]  |
| 1991年（平成03年） | 16,102           | [ * 2 ]  |
| 1992年（平成04年） | 15,978           | [ * 3 ]  |
| 1993年（平成05年） | 15,945           | [ * 4 ]  |
| 1994年（平成06年） | 15,527           | [ * 5 ]  |
| 1995年（平成07年） | 15,365           | [ * 6 ]  |
| 1996年（平成08年） | 15,300           | [ * 7 ]  |
| 1997年（平成09年） | 14,778           | [ * 8 ]  |
| 1998年（平成10年） | 15,112           | [ * 9 ]  |
| 1999年（平成11年） | 15,275           | [ * 10 ] |
| 2000年（平成12年） | 15,767           | [ * 11 ] |
| 2001年（平成13年） | 15,804           | [ * 12 ] |
| 2002年（平成14年） | 15,632           | [ * 13 ] |
| 2003年（平成15年） | 15,459           | [ * 14 ] |
| 2004年（平成16年） | 15,105           | [ * 15 ] |
| 2005年（平成17年） | 14,990           | [ * 16 ] |
| 2006年（平成18年） | 15,268           | [ * 17 ] |
| 2007年（平成19年） | 15,292           | [ * 18 ] |
| 2008年（平成20年） | 15,202           | [ * 19 ] |
| 2009年（平成21年） | 15,204           | [ * 20 ] |
| 2010年（平成22年） | 15,340           | [ * 21 ] |
| 2011年（平成23年） | 15,498           | [ * 22 ] |
| 2012年（平成24年） | 15,797           | [ * 23 ] |
| 2013年（平成25年） | 16,111           | [ * 24 ] |
| 2014年（平成26年） | 15,813           | [ * 25 ] |
| 2015年（平成27年） | 15,809           | [ * 26 ] |
| 2016年（平成28年） | 15,730           | [ * 27 ] |
| 2017年（平成29年） | 15,860           | [ * 28 ] |
| 2018年（平成30年） | 16,088           |          |
| 2019年（令和元年） | 15,944           |          |

## 歷史
- 1894年（明治27年）12月9日－以總武鐵道車站的名義開業，兼營客貨運業務。
- 1907年（明治40年）9月1日－政府根據鐵路國有法收購總武鐵道，成為日本國有鐵道車站。
- 1973年（昭和48年）11月1日－停辦貨運業務。
- 1987年（昭和62年）4月1日－國鐵分割民營化，本站由JR東日本接手管理。
- 2001年（平成13年）11月18日－智能卡系統Suica正式投入服務。

## 相鄰車站
東日本旅客鐵道
 總武線（各站停車）
幕張本鄉（JB 34）－幕張（JB 35）－新檢見川（JB 36）

### 利用狀況
1. ↑  千葉県統計年鑑 （页面存档备份，存于） - 千葉県
2. ↑  千葉市統計書 （页面存档备份，存于） - 千葉市

JR東日本2000年度以後的上車人次
1. ↑  各駅の乗車人員（2000年度） （页面存档备份，存于） - JR東日本
2. ↑  各駅の乗車人員（2001年度） （页面存档备份，存于） - JR東日本
3. ↑  各駅の乗車人員（2002年度） （页面存档备份，存于） - JR東日本
4. ↑  各駅の乗車人員（2003年度） （页面存档备份，存于） - JR東日本
5. ↑  各駅の乗車人員（2004年度） （页面存档备份，存于） - JR東日本
6. ↑  各駅の乗車人員（2005年度） （页面存档备份，存于） - JR東日本
7. ↑  各駅の乗車人員（2006年度） （页面存档备份，存于） - JR東日本
8. ↑  各駅の乗車人員（2007年度） （页面存档备份，存于） - JR東日本
9. ↑  各駅の乗車人員（2008年度） （页面存档备份，存于） - JR東日本
10. ↑  各駅の乗車人員（2009年度） （页面存档备份，存于） - JR東日本
11. ↑  各駅の乗車人員（2010年度） （页面存档备份，存于） - JR東日本
12. ↑  各駅の乗車人員（2011年度） （页面存档备份，存于） - JR東日本
13. ↑  各駅の乗車人員（2012年度） （页面存档备份，存于） - JR東日本
14. ↑  各駅の乗車人員（2013年度） （页面存档备份，存于） - JR東日本
15. ↑  各駅の乗車人員（2014年度） （页面存档备份，存于） - JR東日本
16. ↑  各駅の乗車人員（2015年度） （页面存档备份，存于） - JR東日本
17. ↑  各駅の乗車人員（2016年度） （页面存档备份，存于） - JR東日本
18. ↑  各駅の乗車人員（2017年度） （页面存档备份，存于） - JR東日本
19. ↑  各駅の乗車人員（2018年度） （页面存档备份，存于） - JR東日本
20. ↑  各駅の乗車人員（2019年度） （页面存档备份，存于） - JR東日本

千葉縣統計年鑑
1. ↑  千葉県統計年鑑（平成3年） 的存檔，存档日期2016-08-26.
2. ↑  千葉県統計年鑑（平成4年） 的存檔，存档日期2016-08-26.
3. ↑  千葉県統計年鑑（平成5年） 的存檔，存档日期2016-08-26.
4. ↑  千葉県統計年鑑（平成6年） 的存檔，存档日期2016-08-26.
5. ↑  千葉県統計年鑑（平成7年） 的存檔，存档日期2016-08-26.
6. ↑  千葉県統計年鑑（平成8年） 的存檔，存档日期2016-08-26.
7. ↑  千葉県統計年鑑（平成9年） 的存檔，存档日期2016-08-26.
8. ↑  千葉県統計年鑑（平成10年） 的存檔，存档日期2016-08-26.
9. ↑  千葉県統計年鑑（平成11年） 的存檔，存档日期2016-08-26.
10. ↑  .   [2017-12-03]. （原始内容存档于2017-09-30）.
11. ↑  .   [2017-12-03]. （原始内容存档于2017-09-30）.
12. ↑  .   [2017-12-03]. （原始内容存档于2017-09-30）.
13. ↑  .   [2017-12-03]. （原始内容存档于2017-09-30）.
14. ↑  .   [2017-12-03]. （原始内容存档于2017-09-30）.
15. ↑  .   [2017-12-03]. （原始内容存档于2017-09-30）.
16. ↑  千葉県統計年鑑（平成18年） 的存檔，存档日期2016-08-26.
17. ↑  千葉県統計年鑑（平成19年） 的存檔，存档日期2016-08-26.
18. ↑  千葉県統計年鑑（平成20年） 的存檔，存档日期2017-08-30.
19. ↑  .   [2017-12-03]. （原始内容存档于2017-08-30）.
20. ↑  .   [2017-12-03]. （原始内容存档于2017-08-30）.
21. ↑  .   [2017-12-03]. （原始内容存档于2017-08-30）.
22. ↑  .   [2017-12-03]. （原始内容存档于2017-08-30）.
23. ↑  .   [2017-12-03]. （原始内容存档于2017-08-30）.
24. ↑  .   [2017-12-03]. （原始内容存档于2017-08-11）.
25. ↑  .   [2017-12-03]. （原始内容存档于2017-08-11）.
26. ↑  .   [2017-12-03]. （原始内容存档于2017-08-11）.
27. ↑  .   [2020-07-28]. （原始内容存档于2020-04-24）.
28. ↑  .   [2020-07-28]. （原始内容存档于2020-04-24）.

## 外部連結
- 車站資訊（幕張）：東日本旅客鐵道

35°39′34″N 140°3′28.5″E / 35.65944°N 140.057917°E